# Wapen van Genemuiden
Het wapen van Genemuiden werd in 1819 aan de Overijsselse gemeente Genemuiden toegekend. Sinds 2001 wordt het wapen niet meer gebruikt omdat de gemeente is opgegaan in de gemeente Zwartewaterland. Deze gemeente gebruikt de Franse lelie en de zalm uit het wapen van Genemuiden in het nieuwe gemeentewapen.

## Blazoenering
De blazoenering van het wapen luidde als volgt:
Van lazuur boven beladen met eene tusschen 2 zespuntige sterren geplaatste lelie, en van onderen van een zalm, alles van goud. Het schild gedekt met een gouden kroon en van achteren vastgehouden door een geharnasten man, houdende in deszelfs linkerhand een stok, alles van goud.
Het wapen is in de rijkskleuren, dus het schild is blauw van kleur en alle wapenstukken zijn van goud. In het midden van het wapen een dunne dwarsbalk (niet vermeld), boven deze dwarsbalk twee zespuntige sterren met daartussen een Franse lelie. Onder de dwarsstreep een omgewende zalm, deze zwemt naar heraldisch links toe.
Achter het schild een goudkleurige man in gekleed in een harnas, hij houdt in zijn linkerhand een stok. Hoewel het om een schildhouder gaat wordt hij doorgaans afgebeeld alsof hij uit de kroon komt, gelijk aan een helmteken. De beschrijving vermeldt niet dat de kroon vijf bladeren heeft.

## Geschiedenis
Genemuiden kreeg in 1275 stadsrechten van Jan van Nassau, bisschop van het Sticht. Het oudste bekende zegel stamt uit 1461 en toont een gedeeld schild: in de bovenste helft een vis en in de onderste helft een schip. In 1670 is er een zegel gebruikt waarop het huidige wapen is afgebeeld. De schildhouder heeft daar echter het schild vast middels een lint dat hij in zijn linkerhand houdt, in plaats van de huidige stok.
De gemeente Genemuiden ontving het wapen op 24 november 1819 per Koninklijk Besluit van de Hoge Raad van Adel. Het wapen is niet geheel gelijk aan het wapen dat op de laatste zegel stond. Het zegel had de dunne dwarsbalk niet. Het zegel zelf werd dus vrijwel overgenomen omdat er geen kleuren bekend waren werd het wapen in de rijkskleuren toegekend. Omdat Genemuiden zitting had in de provinciale staten werd een vijfbladige kroon toegekend
In 1967 werd een deel van de gemeente Zwollerkerspel bij de gemeente Genemuiden gevoegd. Omdat het om een gedeeltelijke fusie ging zijn noch de naam van de gemeente, noch het wapen aangepast. In 2001 is Genemuiden opgegaan in de gemeente Zwartewaterland.